# 쿠페 (래퍼)
쿠페는 대한민국의 래퍼이다. 2019년 EP 《LOST》로 데뷔했다.

## 방송
- 수퍼비의 랩 학원 (2019) - Top24

## 음반
- LOST (2019)